# Meganeurites gracilipes
Meganeurites gracilipes (лат.) — ископаемый вид гигантских стрекозообразных насекомых из семейства Meganeuridae (Protodonata). Единственный представитель рода Meganeurites. Голотип Meganeurites gracilipes из известен из гжельского яруса Коммантри (Франция), имеет хорошо сохранившиеся структуры головы, которые долгое время игнорировались и поэтому никогда не изучались и не рассматривались в отношении палеобиологии этих гигантов. Животное сохранилось в мелкозернистом слюдяном песчанике и было сжато во время фоссилизации.
Голотип довольно полный, конечно, по стандартам большинства известных материалов меганеврид, с головой, грудью и большей частью ног, крыльями и базальной частью брюшка, хотя и сжатыми. Противоположная часть (MNHN.F.R53005) сохраняет тело в дорсальном виде, в то время как оригинальный отпечаток, сохраняющий вентральный вид насекомого, был давно утерян. Мандибулы сохранились отчетливо и были сильными, крепкими и с большими, острыми зубцами, похожими на таковые у современных Odonata. Строение челюстного аппарата показывает, что M . gracilipes и, вероятно, все виды семейства Meganeuridae были хищниками. Короткие усики со жгутиком Meganeurites, вероятно, имели ту же функцию в управлении полетом, что и у современных Odonata. Положения трех простых глаз на темени совпадают с таковыми у современных стрекоз семейства Aeshnidae, что обеспечивает выполнение тех же функций, что и детекторы горизонта, которые способствуют поддержанию равновесия тела во время быстрых маневров в полете. Размах крыльев составлял около 32 см.
Как и у Odonata, грудь у Meganeurites gracilipes наклонена каудально, что приводит к так называемому «торакальному перекосу», и наклону плоскости крыльев относительно продольной оси тела. Этот перекос приводит к переднему смещению ног у M. gracilipes и Odonata. Более переднее положение ног облегчает захват объектов перед животным, а также манипулирование материалами, удерживаемыми перед головой, такими как добыча. Кроме того, наличие крепких шипов на голенях и лапках указывает на то, что грудь и ноги вместе функционировали как «летающая ловушка» для захвата добычи, как у современных стрекоз.
В отличие от более базальных, ранее дивергировавших Odonatoptera, Meganeurites не имеет следов паранотальных расширений или переднегрудных крылышек, и вполне вероятно, что такое отсутствие характерно для всех Meganeuridae. Соответственно, полет меганеврид был больше похож на полет современных стрекоз, чем на полет любого современника «шестикрылого» Palaeodictyoptera. Тем не менее, отсутствие узловой структуры сгибания у Meganeuridae, вероятно, не позволило им достичь летных характеристик, аналогичных характеристикам настоящих Odonata, а именно, способности поворачиваться и делать резкие изменения направления во время полета. Соответственно, Meganeurites был, скорее всего, хищником открытого пространства или прибрежных лесов. Они, вероятно, охотились на крупных Palaeodictyoptera, также присутствующих в их палеобиоте.
Способность ловко маневрировать была важна для Meganeurites, чтобы уклоняться от своих естественных врагов, которыми, вероятно, были более крупные меганевриды, такие как Meganeura monyi с размахом крыльев около 700 мм, характерным для фауны в Коммантри. Летающие и планирующие позвоночные появились только через 30 млн лет. Похожие охотничьи повадки известны для современных Anisoptera. У Meganeurites были увеличенные сложные глаза с широкими дорсальными частями, встречающимися медиально на значительной части их длины, как у современных стрекоз-«ястребов». Можно сделать вывод, что у них было отличное зрение, что согласуется с поведением «ястребов», подразумеваемого размахом их крыльев.